# المتحف الوطني بأوتيك

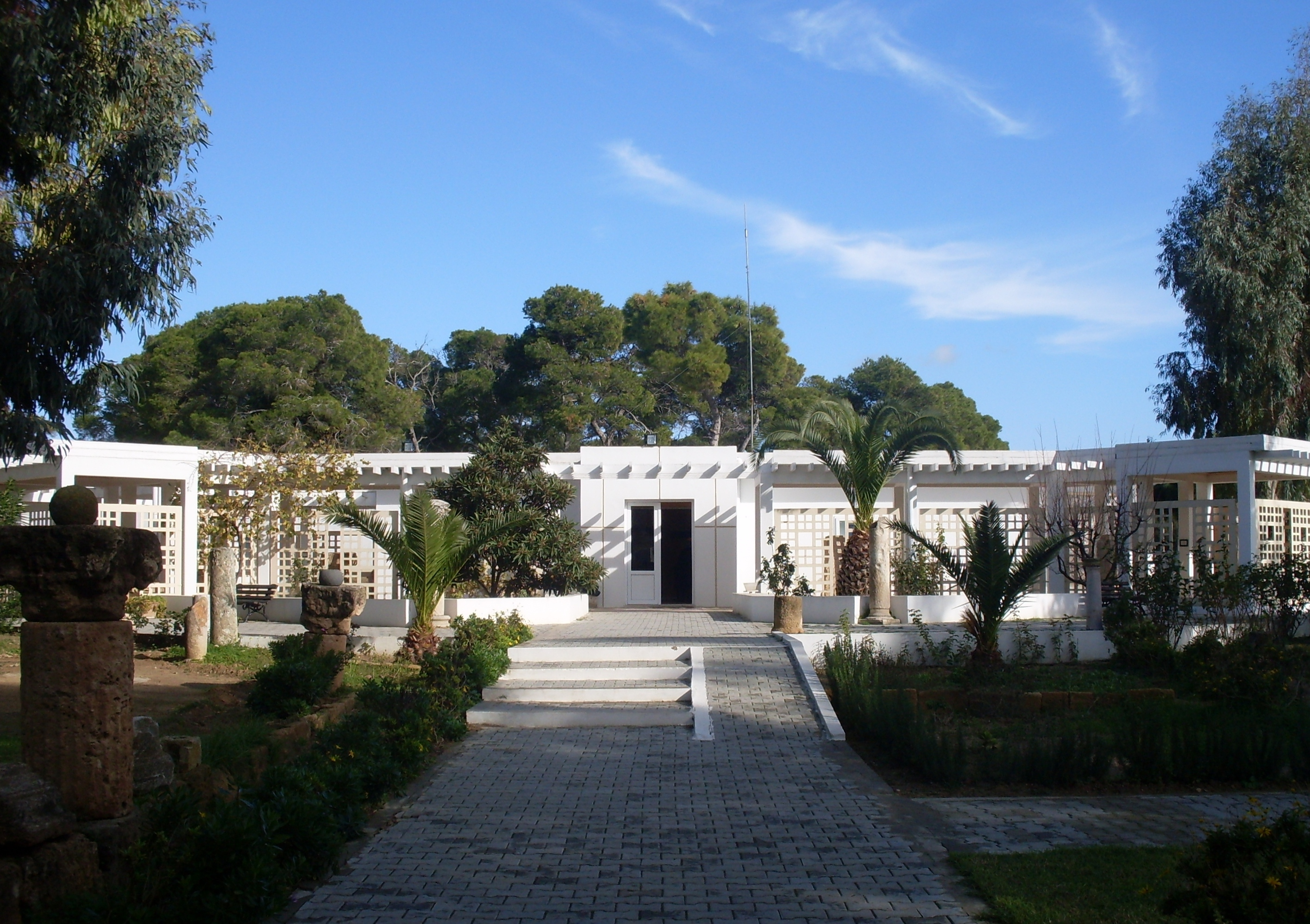
مدخل المتحف الوطني بأوتيك.

المتحف الوطني بأوتيك  هو متحف تونسي تأسس في 1990 ويقع في الموقع الأثري بأوتيك.

## الوصف

### الغرفة البونية
تحتوي هذه الغرفة على العديد من القطع التي عثر عليها أثناء الحفريات في الموقع الأثري:
- خزف من الموقع ومن خارجه: عدة مزهريات ترجع للقرن السابع ق م، بينما عدة مزهريات أخرى جلبت من أتيكا في اليونان.
- تماثيل من كوروبلاستيك.
- فأس صغيرة ذات أسلاك شائكة لأغراض نذرية، وأشياء أخرى من العاج والعظام.
- المجوهرات بما في ذلك حلقة تزينها هريرة تمثل الرب بعل آمون.
- مصابيح زيتية بونية وعتيقة.
- لوحات تذكارية.
- أمفورات.

### القاعة الرومانية
- فسيفساء.
- نقوش.
- تمثال للإله أسقليبيوس.
- تمثال ساتير.
- تمثال لطفل يلبس توجة.
- تمثال لأريادني نائمة.
- تمثال هرقل.